# 巴彦港镇
巴彦港镇是中国黑龙江省哈尔滨市巴彦县下辖的一个镇，位于巴彦县东南部。

## 行政区划
现辖：
新港社区、五星村、金星满族村、太安满族村和沿江村。